# Theater Amsterdam
Theater Amsterdam is een theater in Amsterdam. Het is voorlopig het enige theater in Amsterdam dat bedoeld is voor voorstellingen die doorspelen zolang het publiek belangstelling heeft.
Op 8 mei 2014 opende het theater met de voorstelling Anne, naar het dagboek van Anne Frank.
Theater Amsterdam is het eerste theater dat speciaal gebouwd is voor theatersysteem SceneAround, nadat hiervan eerder succesvol gebruikgemaakt was in de musical Soldaat van Oranje in de TheaterHangaar.